# Inteligência artificial para operações de TI
Inteligência artificial para operações de TI (AIOps) é uma categoria do setor de aprendizado de máquina para tecnologia de análise de aprendizado de máquina que aprimora a análise de operações de TI. AIOps é a sigla de operações de Inteligência artificial. Tais tarefas de operação incluem automação, monitoramento de desempenho e correlações de eventos, entre outras.
Existem dois aspectos principais de uma plataforma AIOps: aprendizado de máquina e big data. Para coletar dados observacionais, que podem ser encontrados dentro de uma plataforma de big data, uma estratégia de aprendizado de máquina e análise de dados é implementada em relação aos dados de TI combinados.
O objetivo do AIOps, primariamente, é reduzir o custo operacional das empresas, receber insights contínuos que fornecem correções e melhorias contínuas por meio da automação. É por isso que o AIOps pode ser visto como CI/CD para as principais funções de TI.
Dada a natureza inerente das operações de TI, que está intimamente ligada à implantação na nuvem e ao gerenciamento de aplicativos distribuídos, o AIOps tem levado cada vez mais à união de aprendizado de máquina e pesquisa em nuvem.

## Processo
Os dados normalizados são adequados para serem processados por meio de algoritmos de aprendizado de máquina para reduzir automaticamente o ruído e identificar a provável causa raiz dos incidentes. A principal saída desse estágio é a detecção de qualquer comportamento anormal de usuários, dispositivos ou aplicativos.
A redução de ruído pode ser feita por vários métodos, mas a maioria das pesquisas na área aponta para as seguintes ações:
1. Análise de todos os alertas recebidos;
2. Remova duplicatas;
3. Identifique os falsos positivos;
4. Detecção e análise precoce de anomalias e falhas.

Detecção de anomalias - outra etapa em qualquer processo de AIOps é baseada na análise do comportamento anterior de usuários, equipamentos e aplicativos. Qualquer coisa que se afaste dessa linha de base de comportamento é considerada incomum e sinalizada como anormal.
A determinação da causa raiz geralmente é feita passando os alertas recebidos por meio de algoritmos que levam em consideração eventos correlacionados, bem como dependências de topologia. Os algoritmos nos quais a IA está baseando seu funcionamento podem ser influenciados diretamente, essencialmente por "treiná-los".

## Uso
Um uso muito importante das plataformas AIOps está relacionado à análise de conjuntos de dados grandes e desconectados, como os dados do Johns Hopkins Hospital sobre a COVID-19 publicados no GitHub. Os dados neste exemplo são extraídos de um grande número de bancos de dados não normalizados - dados agregados (10 fontes), dados regionais dos EUA (113 fontes) e dados fora dos EUA (37 fontes), que são inutilizáveis considerando o tempo de resposta de emergência necessário pelos modelos tradicionais de análise.
Geralmente, as principais áreas de uso das plataformas e princípios AIOps sãoː
- Automação de tarefas (DevOps)
- Plataformas de aprendizado de máquina
- Realidade aumentada
- Simulações baseadas em agentes
- Internet das coisas (IoT)
- Hardware otimizado para IA
- Geração de linguagem natural
- Plataformas de dados de streaming
- BI conversacional e análises